# Мужчина и женщина (фильм, 2016)
«Мужчина и женщина» (кор. 남과 여, нр. Namgwa Yeo) — южнокорейская мелодрама режиссёра Ли Юн Ги. Премьера состоялась 10 мая 2016 года. История о мужчине и женщине, поддавшихся запретной любви в заснеженной Финляндии, где их дети ходили в специализированную школу. У обоих есть семьи, но их так сильно влекло друг к другу. Потом они столкнулись в Корее и уже больше не могли жить друг без друга.

## Сюжет
Сан Мин приезжает в Финляндию, чтобы отправить своего сына с аутизмом в специализированный лагерь. Она чувствует себя чужой в заснеженном Хельсинки. Ки Хон — архитектор, находящийся в Финляндии в командировке. Его семейная жизнь тоже далека от идеала: дочь страдает депрессией, а жена от психического расстройства. Сан Мин и Ки Хон встречаются при отправке детей в лагерь. Они совершают короткую поездку к лагерю и начинают чувствовать себя комфортно друг с другом. На обратном пути в Хельсинки из-за закрытых дорог, заваленных снегом, они оказываются отрезанными от мира в домике рядом с лесом и озером. Поддавшись непреодолимой страсти, они проводят вместе ночь. Но на следующий день расходятся каждый своей дорогой, так и не спросив имён друг друга…

## В ролях

### В главных ролях
- Чон До Ён — Сан Ми
- Кон Ю — Ки Хон

### Второстепенный состав
- Ли Ми Со — Мун Джу
- Пак Пён Ын — Ан Чже Сук
- Пак Мин Джи — На Джон
- Юн Сэ А — Се На
- Мин Му Джэ — парень Се На
- Кан Щин Чхоль — друг Ки Хона
- Ли Джи Хун — друг Ки Хона
- Но Кан Мин — Чон Хва
- Кан Джи Ву — Ю Рим
- Чон Йе Со (Чон Ик Рён) — Хе Сон
- Ким Хе Ок — мать Мун Чхо
- Чон Сун Вон — Хан Син Чан
- Пэк Сан Хи — Су Хён

## Производство

### Разработка
21 февраля 2014 появились новости о том, что Чон До Ён и Ким Юн Сок рассматривают предложение сняться в фильме «Мужчина и женщина». 8 августа 2014 года стало известно, что главные роли исполнят Чон До Ён и Гон Ю. Для Чон До Ён это второй проект с режиссёром Ли Юн Ги. Ранее они работали над фильмом «Мой дорогой враг» (2008).

### Съёмки
Съёмки начались 19 ноября 2014 и закончились 23 марта 2015. В феврале 2015 съёмки проходили в Финляндии и Эстонии.

## Релиз
Первоначально выпуск фильма планировался на конец 2015 года, но затем был перенесён на февраль 2016. Премьера фильма в Южной Корее состоялась 25 февраля 2016 года.

## Саундтрек
| №                   | Название            | Артист              | Длительность |
| ------------------- | ------------------- | ------------------- | ------------ |
| 1.                  | «남과 여 Opening»   | Пан Джун Сок        | 1:00         |
| 2.                  | «겨울 호수»         | Пан Джун Сок        | 2:03         |
| 3.                  | «Main Theme»        | Пан Джун Сок        | 1:14         |
| 4.                  | «숲길을 걷다»       | Пан Джун Сок        | 2:13         |
| 5.                  | «위로»              | Пан Джун Сок        | 1:31         |
| 6.                  | «돌아오는 길»       | Пан Джун Сок        | 1:18         |
| 7.                  | «재회»              | Пан Джун Сок        | 0:59         |
| 8.                  | «손길»              | Пан Джун Сок        | 1:27         |
| 9.                  | «격정»              | Пан Джун Сок        | 1:19         |
| 10.                 | «일상»              | Пан Джун Сок        | 1:51         |
| 11.                 | «그리워하다»        | Пан Джун Сок        | 0:45         |
| 12.                 | «배웅»              | Пан Джун Сок        | 1:35         |
| 13.                 | «그에게 가는 길»    | Пан Джун Сок        | 1:03         |
| 14.                 | «정사»              | Пан Джун Сок        | 3:22         |
| 15.                 | «우리는 여기까지»   | Пан Джун Сок        | 1:04         |
| 16.                 | «아이를 찾아서»     | Пан Джун Сок        | 1:45         |
| 17.                 | «이별»              | Пан Джун Сок        | 2:27         |
| 18.                 | «다시 보다»         | Пан Джун Сок        | 1:18         |
| 19.                 | «돌아갈 수 없는»    | Пан Джун Сок        | 3:02         |
| 20.                 | «남과 여 Ending»    | Пан Джун Сок        | 1:55         |
| Общая длительность: | Общая длительность: | Общая длительность: | 33:14        |